# Ocrepeira maltana
Ocrepeira maltana là một loài nhện trong họ Araneidae.
Loài này thuộc chi Ocrepeira. Ocrepeira maltana được Herbert Walter Levi miêu tả năm 1993.